# Lampião
Virgulino Ferreira da Silva detto Lampião (Serra Talhada, 7 luglio 1897 – Poço Redondo, 28 luglio 1938) è stato un brigante Cangaço brasiliano.
Lampião è stato uno dei più importanti capi del cangaço, una forma di banditismo del Nordest del Brasile, endemico all'inizio del XX secolo.

## Biografia
Suo padre, José Ferreira, fu ucciso in uno scontro con la polizia il 18 maggio 1921. Per vendicarlo, Virgulino divenne un fuorilegge estremamente violento, costantemente ricercato dalla polizia. 
Virgulino acquisì il suo soprannome Lampião sin dal 1921, poiché si dice che poteva sparare con un fucile a leva così rapidamente che sembrava una lampada nella notte.

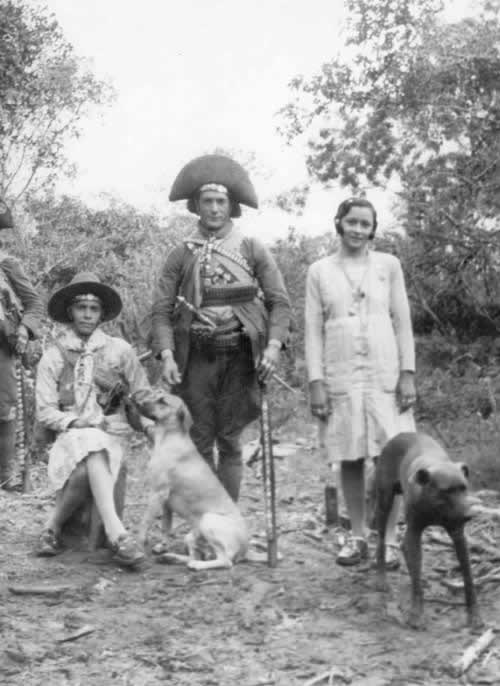
Lampião (centro) e Maria Bonita (destra). Foto Benjamin Abrahão.

Lampião si associò al capo brigante Sebastião Pereira, ma, dopo soli pochi mesi, Pereira decise di ritirarsi a vita privata e così si trasferì nello stato di Goiás per viverci fino a una età venerabile. Così, nel 1922, Lampião divenne leader della banda di cangaceiros di Pereira, di cui ebbe il comando per i successivi 16 anni. La sua carriera lo portò a un'intensa attività di banditismo, in lotta perenne contro il potere dei Coroneis (colonnelli), i ricchi proprietari terrieri ereditieri della nobiltà coloniale dal carattere feudale; nonostante l'abolizione della schiavitù e il passaggio dalla produzione locale (engenhos, officine di trasformazione pre-industriali), alle usinas (fabbriche) dell'epoca dell'industrializzazione, le relazioni di lavoro rimasero praticamente le stesse del regime schiavista, con il Coronel padrone della terra e arbitro delle relazioni sociali, potere di cui approfittava per mantenere il controllo sulle vite degli abitanti del Nordest del Brasile e sfruttarli economicamente.

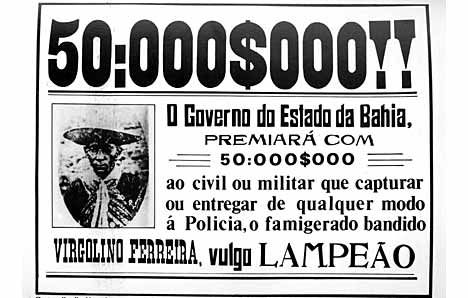
Lampeão, ritratto in uno dei numerosi manifesti che annunciavano le taglie offerte per la sua cattura.

Nell'attività di banditismo contro i colonnelli e la polizia di Stato che li spalleggiava, Lampião agì in tutti i sette stati del nordest del Brasile, dirigendo una banda i cui effettivi variarono fra una dozzina e un centinaio. La sua banda attaccò villaggi e fattorie, prese ostaggi e chiese riscatti, rubò, uccise e torturò. Nella sua lotta contro il potere economico e politico, è stato scritto che furono uccise complessivamente 1000 persone, 5000 capi di bestiame e furono violentate 200 donne. La banda si scontrò con la polizia per ben 200 volte e Lampião fu ferito in sei occasioni.
Malgrado le numerose violenze alle quali si abbandonarono i suoi cangaceiros, Lampião era visto dalla popolazione con un misto di timore, rispetto e ammirazione.
Nel 1930 lo raggiunse la fidanzata Maria Gomes de Oliveira, detta Maria Bonita (Maria la bella). Le donne partecipavano anche all'attività del Cangaço, vestendo spesso come uomini, erano chiamate cangaceiras. Così la presenza di Maria Bonita non deve sorprendere, visto che condivideva la sorte di Lampião in molte delle loro azioni di guerra. La sua presenza nella banda diede alla loro relazione una fama mista di romanticismo e violenza, come per Bonnie e Clyde negli Stati Uniti. La coppia ebbe quattro figli, dei quali sola sopravvisse Expedita, nata l'8 settembre 1932.

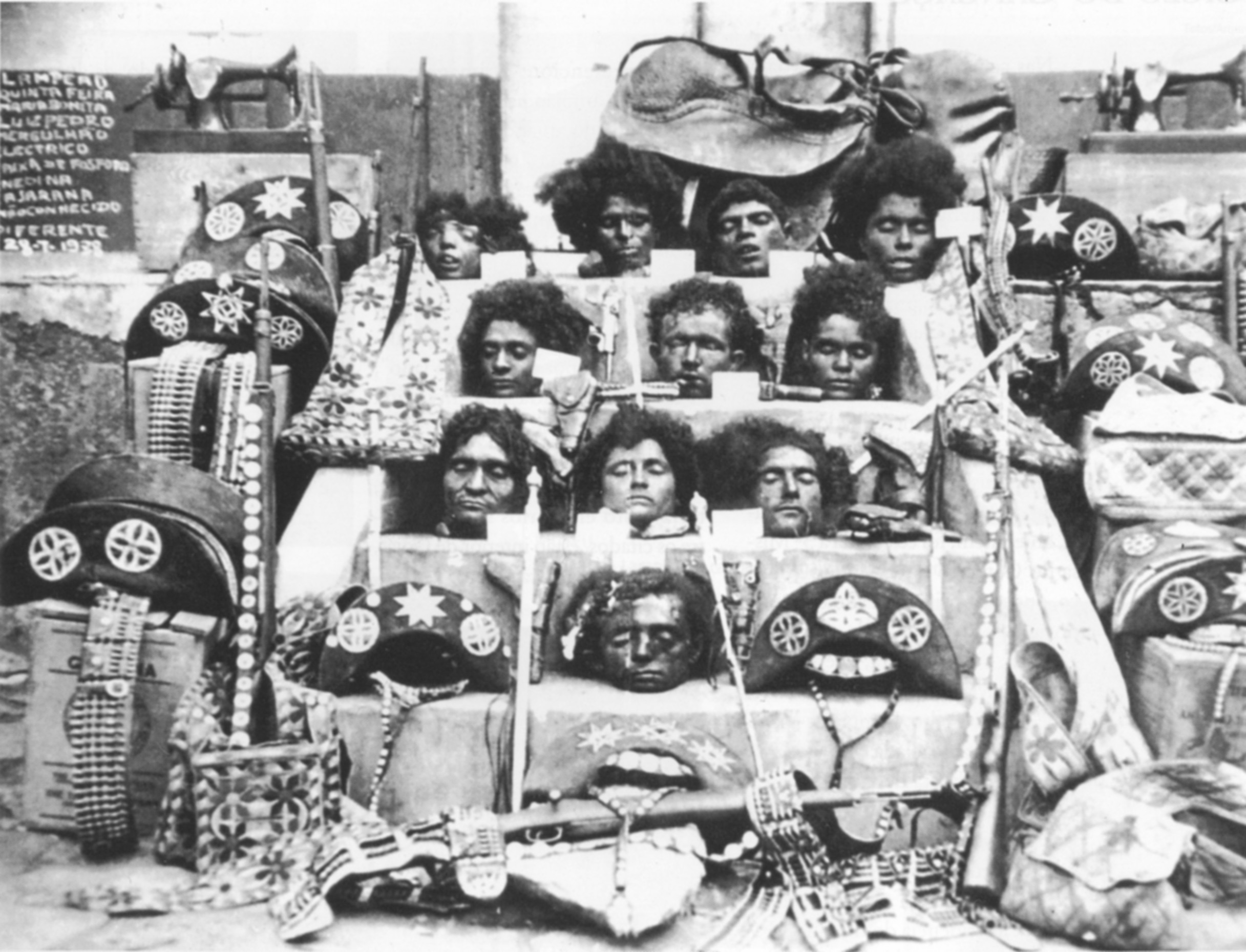
Foto ufficiale delle teste dei membri della banda. In basso al centro, il cranio di Lampião sfondato a colpi di fucile dopo la sua morte, sopra di lui, la testa di Maria Bonita.

Il 28 luglio 1938, Lampião e la sua banda furono traditi e colti in un'imboscata dalla polizia alla fattoria Angicos, nello stato di Sergipe. Circondata durante la notte, la banda fu svegliata da una gragnuola di pallottole. La mitragliatrice della volante della polizia, comandata da João Bezerra, ebbe rapidamente la meglio sui banditi: Lampião fu fra i primi a cadere, Maria Bonita, gravemente ferita, fu decapitata dalle truppe della polizia. In tutto, nove membri della banda furono uccisi durante lo scontro, mentre una quarantina riuscì a fuggire. I cadaveri furono decapitati e le teste mandate a Salvador, nello stato di Bahia, per le analisi forensi; in seguito vennero imbalsamate e mostrate al pubblico nella città di Piranhas, prima di terminare nel Museu Antropológico Estácio de Lima a Salvador. Fu solamente nel 1969, su pressione delle famiglie di Lampião, di Maria Bonita e di Corisco (ucciso pochi anni dopo gli altri) che le teste vennero rimosse dal museo dove erano esposte, per ricevere una sepoltura.